# Partido Islámico del Turquestán
El Partido Islámico del Turquestán (PIT) (en árabe: الحزب الإسلامي التركستاني‎, romanizado: al-Ḥizb al-Islāmī al-Turkistānī; en uigur: تۈركىستان ئىسلام پارتىيىسى) o Movimiento Islámico del Turkestán (MIT), anteriormente conocido (y mayormente confundido) como Movimiento Islámico del Turquestán Oriental (MITO, ETIM por sus siglas en inglés) entre otros nombres, es una organización extremista islámica fundada por yihadistas uigures en el Oeste de China, considerada generalmente como un grupo terrorista. Su objetivo es establecer un estado independiente llamado "Turquestán Oriental" en Sinkiang. Según un informe chino, publicado en 2002, entre 1990 y 2001 este grupo habría cometido más de 200 actos terroristas, resultando en al menos 162 muertes y más de 440 heridos. El Comité de Sanciones de Al-Qaeda del Consejo de Seguridad de la ONU considera a este grupo como organización terrorista desde 2002.
Desde los atentados del 11 de septiembre de 2001, el grupo ha sido designado como organización terrorista por China, la Unión Europea, Kirguistán, Kazajistán, Pakistán, Rusia, Turquía, Emiratos Árabes Unidos, el Reino Unido y los Estados Unidos, además de las Naciones Unidas. Su rama siria, el Partido Islámico del Turquestán en Siria está, a fecha de marzo de 2020, activo en la guerra civil siria.
Estados Unidos eliminó el "Movimiento Islámico de Turkistán Oriental (ETIM)", que había sido confundido como el "Partido Islámico de Turkistán Oriental/Partido Islámico de Turkistán", de su lista de organizaciones terroristas en 2020, alegando que dejó de existir. Sin embargo, el Departamento de Estado de EE. UU. declaró más tarde que "ETIM se eliminó de la lista porque, durante más de una década, no ha habido evidencia creíble de que ETIM continúe existiendo como la misma organización que estaba realizando ataques terroristas en Siria en el momento de los ataques". su designación". El Departamento de Estado de EE. UU. declaró además que "los terroristas uigures que luchan en Siria y Afganistán son miembros del Partido Islámico de Turkestán (TIP)" y que el TIP es "una organización separada que China y otros han identificado incorrectamente como ETIM".
Influenciado por el éxito de los mujahideen afganos contra los soviéticos en la guerra afgana-soviética, el ETIP (más tarde conocido como TIP en 2001) fue establecido en septiembre de 1997 por Hasan Mahsum en Pakistán. Después del 11 de septiembre de 2001, el régimen chino se esforzó por incluir su represión de la oposición uigur dentro de la dinámica internacional de lucha contra las redes terroristas islámicas.
Sus consignas contenían retórica anticomunista y llamados a unir a los turcos, lo que indica un movimiento similar al pan-turquismo islámico históricamente congruente con el sur de Xinjiang en lugar de yihadismo salafista puro y radical o extremismo religioso. La revuelta duró varios días y fue sofocada por el gobierno chino, que desplegó fuerzas significativas para reprimir la insurrección. El gobierno chino los vio como un yihadista movimiento similar a los mujahideen en Afganistán al otro lado de la frontera que dio origen a movimientos más radicales como el Partido de Alá y el Movimiento Islámico de Turkistán Oriental.
La rama siria del TIP está activa en la guerra civil siria y está agrupada en gran medida en Idlib.

## Historia

### Primeras apariciones
Abdul Hameed, Abdul Azeez Makhdoom y Abdul Hakeem Makhdoom fundaron el Hizbul Islam Li-Turkestan (Partido Islámico de Turkestán o Movimiento Islámico de Turkestán) en 1940. Fueron asesinados, encarcelados o llevados a la clandestinidad por el estado chino a fines de la década de 1950. Después de ser liberado de prisión en 1979, Abdul Hakeem Makhdoom instruyó a Muhammad Amin Jan y otros uigures en su versión del Islam.

### Establecimiento
El Partido Islámico de Turkestán Oriental (ETIP) fue organizado en Pakistán por Hasan Mahsum y Abudukadir Yapuquan en septiembre de 1997. En 1998, Mahsum trasladó el ETIP (que según China es el cuartel general del ETIM) a Kabul, refugiándose bajo el Afganistán controlado por los talibanes. El líder, Hasan Mahsum, fue asesinado por una redada pakistaní en un presunto campamento de Al-Qaeda en Waziristán del Sur en 2003, lo que llevó al colapso del grupo.
Sin embargo, ETIP resurgió después de que la guerra de Irak inflamara el sentimiento de los muyahidines. El grupo fue mencionado de nuevo en 2007, cuando China anunció que allanó a sus militantes en el condado de Aketao. China alegó que ETIM recibió apoyo material de los talibanes y tenía vínculos con los talibanes paquistaníes (Tehreek i Taliban Pakistan), instando a China a instar a Pakistán a tomar medidas contra los militantes en 2009.

### De ETIP a PIT
La nueva organización se autodenominó Partido Islámico de Turkestán (TIP) para reflejar su nuevo dominio y abandonó el uso del nombre ETIP, aunque el gobierno chino los sigue llamando ETIM. El Partido Islámico de Turkestán estaba originalmente subordinado al Movimiento Islámico de Uzbekistán (IMU), pero terminaría separándose y se nombró como TIP, comenzando a darse a conocer promocionándose con su La revista Islamic Turkistan y los medios Voice of Islam en chino, árabe, ruso y turco para llegar a los yihadistas globales.
 El control sobre los militantes uigures y uzbekos fue transferido a los talibanes paquistaníes desde los talibanes afganos después de 2001, por lo que los talibanes afganos ya no pueden contener la violencia contra los países de origen de los militantes, ya que los talibanes paquistaníes no tienen interés en hacerlo En 2013, el grupo anunció que trasladaría combatientes a Siria. Su perfil en China e incluso en Afganistán y Pakistán ha disminuido decisivamente desde entonces, mientras que en Siria ha aumentado.
Sin embargo, según el Tesoro de EE. UU., el miembro del TIP Abdul Haq al Turkistani se unió al Majlis-ash-Shura (consejo de liderazgo ejecutivo) de al-Qaeda en 2005 y el miembro del TIP Abdul Shakoor Turkistani fue nombrado comandante militar de sus fuerzas en las Áreas Tribales Administradas Federalmente de Pakistán. Abdul Haq fue considerado lo suficientemente influyente por los líderes de al-Qaeda que sirvió como mediador entre las facciones talibanes rivales y desempeñó un papel en la planificación militar.
A mediados de la década de 2010, la relación de la TIP con al-Qaeda aún estaba en disputa, pero se alinearon más estrechamente y el líder de la TIP, Abdul Haq, confirmó su lealtad a al-Qaeda en mayo de 2016.

### Vínculos con Al-Qaeda
Se sabe que el TIP tiene vínculos con al-Qaeda y grupos afiliados como el Movimiento Islámico de Uzbekistán, y los talibanes paquistaníes. EE. UU. ha señalado que recibió "entrenamiento y asistencia financiera" de al-Qaeda.
El profesor asociado de la Universidad de Virginia, Philip B. K. Potter, escribió en 2013 que, a pesar de que "a lo largo de la década de 1990, las autoridades chinas hicieron todo lo posible para vincular públicamente a las organizaciones activas en Xinjiang, en particular el ETIM, con al-Qaeda [...] La mejor información indica que antes de 2001, la relación incluía algo de capacitación y financiación, pero relativamente poca cooperación operativa". Mientras tanto, las autoridades chinas restaron importancia a incidentes específicos como actos delictivos aislados. Sin embargo, en 1998 el cuartel general del grupo se trasladó a Kabul, en el Afganistán controlado por los talibanes, mientras que "la continua represión de la seguridad de China en Xinjiang ha obligado a los separatistas uigures más militantes a trasladarse a países vecinos volátiles, como Pakistán", escribe Potter, "donde están forjando alianzas estratégicas con, e incluso liderando, facciones yihadistas afiliadas a al-Qaeda y los talibanes".
En 2014, según el SITE Intelligence Group, el centro de medios al-Fajr, alineado con al-Qaeda, comenzó a distribuir material promocional de la TIP, colocándolo en la "corriente principal yihadista".
 El movimiento de independencia de Turkestán Oriental fue respaldado en el noveno lanzamiento de la serie Primavera Islámica por Ayman Al-Zawahiri en 2016. Zawahiri confirmó que la guerra de Afganistán después del 11 de septiembre incluyó la participación de los uigures y que los yihadistas como Zarwaqi, Bin Laden y el uigur Hasan Mahsum recibieron refugio juntos en Afganistán bajo el régimen talibán. Esto fue antes del atentado con bomba en la embajada china de Biskek. El Partido Islámico de Turkestán criticó y atacó a Assad, Rusia, la OTAN, Estados Unidos y otros países occidentales en sus medios de propaganda como la revista Islamic Turkestan y su canal Telegram.

### Afganistán y Waziristán
En febrero de 2018, las fuerzas estadounidenses llevaron a cabo ataques aéreos en la Badakhshan de Afganistán contra campos de entrenamiento pertenecientes a los talibanes y al Partido Islámico de Turkestán. Hablando con los reporteros del Pentágono, U.S. Fuerza Aérea Maj. Gen. James B. Hecker, comandante de la Comando Aéreo de la OTAN en Afganistán fue citado "La destrucción de estas instalaciones de entrenamiento evita que los terroristas planeen cualquier acto cerca de la frontera con China y Tayikistán. Los ataques también destruyeron vehículos robados del Ejército Nacional Afgano en el proceso de convertirse en artefactos explosivos improvisados transportados por vehículos. ETIM cuenta con el apoyo de los talibanes en las montañas de Badakhshan, por lo que atacaron estas instalaciones de entrenamiento de los talibanes y exprimieron las redes de apoyo de los talibanes degrando las capacidades de ETIM."
Después de la toma de poder de los talibanes de 2021 de Afganistán, el TIP fue retirado de Badakhshan, ya que el nuevo gobierno afgano busca ayuda de China.

### Siria
El PIT (ETIM) envió a la "Brigada de Turkistán" (Katibat Turkistani), también conocida como el Partido Islámico del Turquestán en Siria para participar en la guerra civil siria como parte de una red de al-Qaeda vinculada junto con al-Nusra, sobre todo en la ofensiva de Jisr al-Shughur de 2015, donde formaban parte de la coalición Ejército de la Conquista. Han sido descritos como bien organizados, experimentados y con un papel importante en las ofensivas contra el gobierno de Bashar al-Assad en las regiones del norte de Siria.

## Ideología
La Fundación NEFA, una fundación estadounidense de analistas terroristas, tradujo y publicó un artículo sobre la yihad de ETIM, cuyos miembros, dijo, consistían principalmente en "uigur musulmanes de China occidental". El objetivo principal del TIP es la independencia de Turkestán Oriental. ETIM continúa con este tema de contrastar "musulmanes" y "chinos", en un video de seis minutos en 2008, donde el "Comandante Seyfullah" advierte a los musulmanes que no traigan a sus hijos a los Juegos Olímpicos de Verano de 2008, y también dice "no se quede en el mismo autobús, en el mismo tren, en el mismo avión, en los mismos edificios o en cualquier lugar donde estén los chinos".

## Estructura
El PIT está dirigido por Abdul Haq al-Turkistani, quien es el Emir del grupo y líder del Consejo Shura. El Consejo también incluye un emir adjunto y los jefes de al menos tres grupos: la División de Educación Religiosa, la División de Asuntos Militares y el Centro de Información. También ha habido informes de una División de Inteligencia y una División de Logística.

### Medios de comunicación
En 2008, se creó el brazo mediático Ṣawt al-Islām (La Voz del Islam) del TIP y comenzó a publicar mensajes de video. El nombre completo de su centro de medios es "Turkistan Islamic Party Voice of Islam Media Center" (en uigur: تۈركىستان ئىسلام پارتىيىسى ئىسلام ئاۋازى تەشۋىقات مەركىزى; Türkistan Islam Partiyisi Islam Awazi Teshwiqat Merkizi).

### Miembros
En octubre de 2008, el Ministerio de Seguridad Pública de China publicó una lista de ocho terroristas vinculados a ETIM, incluidos algunos de los líderes, con cargos detallados.
| Nombre                                                       | Alias                                  | Cargos | Paradero                                                                                 |
| ------------------------------------------------------------ | -------------------------------------- | --- | ---------------------------------------------------------------------------------------- |
| Memetimin Memet (Memetiming Memeti)                          | Abdul Haq                              | Dirigir la organización, incitar a las tensiones étnicas en 2006 y 2007, comprar explosivos, organizar ataques terroristas contra los Juegos Olímpicos de Verano de 2008        | Se cree que fue asesinado Waziristán del Norte en un ataque con drones Resurgido en 2014 |
| Emeti Yakuf (Ehmet Yakup)                                    | Abu Abdurehman, Sayfullah, Abdul Jabar | Amenazó con usar armas biológicas y armas químicas contra militares y políticos occidentales para los Juegos Olímpicos de 2008, difundiendo manuales sobre explosivos y venenos | Asesinado Waziristán del Norte en ataque con drones                                      |
| Memetituersun Yiming (Memet Tursun Imin)                     | Abdul Ali                              | Recaudó fondos para ETIM, probó bombas en el período previo a los Juegos Olímpicos                                                                                              | Desde 2008 en Asia occidental                                                            |
| Memetituersun Abuduhalike (Memet Tursun Abduxaliq)           | Metursun Abduxaliq, Ansarul, Najmuddin | Atacó organizaciones gubernamentales, lavado de dinero para operaciones del ETIM, compra de vehículos y alquiler de casas para atentados                                        | Desconocido                                                                              |
| Xiamisidingaihemaiti Abudumijiti (Shamseden ehmet Abdumijit) | Sayyid                                 | Reclutado por el ETIM en Medio Oriente, se inmoló en un supermercado chino | Muerto                                                                                   |
| Aikemilai Wumaierjiang (Akrem Omerjan)                       | Ninguno                                | Asistió a Xiamisidingaihemaiti Abudumijiti en el ataque al supermercado | Desconocido                                                                              |
| Yakuf Memeti] (Yakup Memet)                                  | Abdujalil Ahmet, Abdullah, Punjab      | Se coló en China ilegalmente para recopilar información sobre los barrios chinos, un ataque suicida fallido contra la refinería de petróleo                                     | Se cree que fue asesinado Waziristán del Norte en un ataque con drones                   |
| Tuersun Toheti (Tursun Tohti)                                | Mubather, Nurullah                     | Organizar un equipo terrorista para los Juegos Olímpicos de 2008, comprar materias primas para ellos y solicitar fórmulas químicas para explosivos.                             | Asesinado Waziristán del Norte en ataque con drones                                      |

## Miembros detenidos en Guantánamo
Los Estados Unidos capturaron 22 combatientes de zonas de combate en Afganistán en 2006 con información de que estaban vinculados a Al Qaeda. Fueron encarcelados sin juicio durante cinco a siete años, donde testificaron que fueron entrenados por el líder de ETIM Abdul Haq, en un campo de entrenamiento de ETIM. Después de ser encontrados como "no más combatiente enemigo", es decir, nunca habiendo sido combatientes enemigos, un panel de jueces ordenó su liberación en los Estados Unidos. A pesar de la alarma de los políticos de que la liberación de los ex detenidos de Guantánamo en los Estados Unidos era insegura e ilegal, los Estados Unidos no querían devolverlos a China porque los buscaban por cargos que incluían incendio provocado y fabricación ilegal de explosivos.  La cadena ABC News escribió que "Se cree que si Estados Unidos devuelve a los hombres a China, podrían ser torturados".

## Ataques
Como el gobierno chino describe indiscriminadamente a todos los grupos de Turkistán Oriental como el "Movimiento Islámico de Turkistán Oriental (ETIM)" en gran medida no está claro qué grupos llevaron a cabo los siguientes ataques. Antes de 2008, no hay registro de que el "Partido Islámico de Turkistán Oriental / Partido Islámico de Turkistán" se atribuya la responsabilidad de ningún ataque. La mayoría de los ataques y escaramuzas entre las fuerzas de seguridad chinas y los militantes uigures entre 1992 y 1998 fueron atribuidos o reivindicados por el nacionalista secular Frente Revolucionario Unido del Turquestán Oriental.
- Entre 1990 y 2001, el gobierno chino ha atribuido a muchos grupos uigures diferentes, incluido el ETIP, después de 1997, más de 200 actos de terrorismo islámico, que se cobraron 162 vidas y más de 440 heridos.[89] Sin embargo, en muchas declaraciones oficiales chinas se hace referencia a las "fuerzas terroristas del este de Turkestán" en lugar de a un grupo específico.[90]
- Entre 1992 a 1998, cuatro imanes de mezquitas en Xinjiang fueron asesinados por diferentes grupos de Turkestán Oriental.[91][92]
- En 2007, militantes de ETIP en automóviles dispararon contra ciudadanos chinos en Paquistaní Baluchistán, que las autoridades paquistaníes creían que era en represalia por la ejecución de un funcionario de ETIM a principios de julio.[93]
- ETIM también se atribuyó el mérito de una serie de ataques antes de los Juegos Olímpicos de Verano de 2008, incluida una serie de atentados con autobuses en Kunming, un intento de secuestro de aviones en Urumqi,[85] y un ataque contra tropas paramilitares en Kashgar que mató a 17 oficiales.[94]
- El 29 de junio de 2010, un tribunal de Dubái condenó a dos miembros de una célula de ETIM por conspirar para bombardear un centro comercial propiedad del gobierno que vendía productos chinos. Esta fue la primera parcela ETIM fuera de China o Asia Central. El conspirador clave fue reclutado durante el Hajj y fue trasladado a Waziristán para recibir entrenamiento.[95]
- En julio de 2010 funcionarios en Noruega interrumpieron un complot terrorista con bomba; uno de los perpetradores fue uigur, lo que generó especulaciones sobre la participación de TIP. El corresponsal del New York Times Edward Wong dice que ETIM "les da una raison d'être a la vez cuando el gobierno chino haya... desactivado cualquier posibilidad de una insurgencia generalizada... en Xinjiang".[94]
- El 28 de octubre de 2013, se registra un atentado suicida en la Plaza de Tiananmen causó 5 muertos y 38 heridos. La policía china lo describió como el primer ataque terrorista en la historia reciente de Beijing. Posteriormente, el Partido Islámico de Turkestán se atribuyó la responsabilidad del ataque.[96]
- En marzo de 2014, un grupo armado con cuchillos atacó a pasajeros en la estación de tren de Kunming, lo que provocó la muerte de 31 civiles y más de 140 heridos.[97] Ningún grupo se atribuyó la responsabilidad. Las autoridades chinas y los medios estatales declararon que el ataque se había relacionado con TIP, mientras que otras fuentes se mostraron escépticas ante esta afirmación.[98][99]
- Entre julio y diciembre de 2014, una serie de disturbios, bombardeos, incendios provocados y ataques con cuchillos en Xinjiang provocaron la muerte de más de 183 personas (incluidos civiles, atacantes y fuerzas de seguridad) y decenas de heridos. Las autoridades chinas atribuyeron los ataques a "pandillas" y "terroristas".[100][101][102][103]
- El 30 de julio de 2014, el gobierno chino atribuyó el asesinato de Juma Tayir, un imán designado por el gobierno en la mezquita de Id Kah, a militantes inspirados por el TIP.[104]
- El 18 de septiembre de 2015 en Aksu, un grupo de terroristas armados con cuchillos atacó a trabajadores dormidos en una mina de carbón y mató a 16 de ellos. El Partido Islámico de Turkestán se atribuyó la responsabilidad del ataque.[105]
- El 30 de agosto de 2016, la Embajada de China en Kirguistán fue blanco de un atentado suicida que dejó 3 heridos (al personal kirguiso); el ataque fue posteriormente atribuido por el servicio de seguridad estatal de Kirguistán al TIP.[106][107]
- El 14 de febrero de 2017, atacantes mataron a 5 personas en el condado de Pishan antes de que las matara la policía. Las autoridades chinas declararon que los atacantes estaban afiliados a TIP.[108][109]
- El 14 de julio de 2021, un ataque mató a 13 personas, incluidos 9 ingenieros chinos que estaban trabajando en la Represa Dasu en el Kohistán, Pakistán. Asia Times informó que una "investigación conjunta entre China y Pakistán" mostró que el ETIM y TTP colaboraron en el ataque,[110] pero Reuters y Al Jazeera informaron que Pakistán culpó al TTP, con el apoyo de los servicios de inteligencia afganos e indios, sin mencionar a ETIM. Las afirmaciones fueron negadas tanto por el gobierno indio como por TTP.[111][112]

## Designación Terrorista
Desde los ataques del 11 de septiembre, el grupo ha sido designado como una organización terrorista por China, la Unión Europea, Kirguistán, Kazajistán, Malasia, Pakistán, Rusia, Turquía, Emiratos Árabes Unidos, Reino Unido, y las Naciones Unidas.
La organización también fue clasificada anteriormente como una organización terrorista bajo el Título 8 del Código de los Estados Unidos Sección 1189 por los Estados Unidos desde 2002. El Departamento del Tesoro de los Estados Unidos bloqueó la propiedad y prohibió las transacciones con la organización de acuerdo con la Orden Ejecutiva 13224. y el Departamento de Estado ha bloqueado a sus miembros por motivos de inmigración. EE. UU. revocó esa clasificación en octubre de 2020 sobre la base de que "no ha habido evidencia creíble de que ETIM siga existiendo". China acusó a EE. UU. de doble rasero al eliminar a ETIM de su lista de terrorismo, mientras que EE. UU. sostiene que la etiqueta se ha utilizado indebidamente para oprimir a los musulmanes, incluidos los uigures étnicos en Xinjiang.

## Análisis
En 2009, Dru C. Gladney, una autoridad en el nacionalismo étnico y cultural en Asia, dijo que había "una brecha de credibilidad" sobre el grupo ya que la mayoría de la información sobre ETIM "se remonta a fuentes chinas", y que algunos creen que ETIM es parte de un Quid pro quo entre EE. UU. y China, donde China apoyó la Guerra contra el Terror dirigida por EE. UU., y "el apoyo de EE. UU. a la condena de ETIM estaba conectado a ese apoyo". La Asociasión Uighur Americana ha dudado públicamente de la existencia de ETIM.
Andrew McGregor, escribiendo para la Jamestown Foundation en 2010, señaló que "aunque no hay duda de que un pequeño grupo de militantes uigures luchó junto a sus anfitriones talibanes contra la Alianza del Norte [...] las decenas de los terroristas de Beijing afirmaron que Bin Laden estaba enviando a China en 2002 nunca se materializó" y que "la 'estrategia' del TIP de hacer amenazas fuertes y alarmantes (ataques a los Juegos Olímpicos, uso de armas biológicas y químicas, etc.) sin ningún seguimiento operativo. up ha sido enormemente eficaz en la promoción de los esfuerzos de China para caracterizar a los separatistas uigures como terroristas".

El 16 de junio de 2009, el representante de EE. UU. Bill Delahunt convocó audiencias para examinar cómo se agregaron organizaciones a la lista negra de EE. UU. en general y cómo se agregó ETIM en particular. El experto uigur Sean Roberts testificó que el ETIM era nuevo para él, que no fue hasta que lo pusieron en la lista negra que oyó hablar del grupo, y afirmó que "es perfectamente razonable suponer que la organización ya no existe". El Servicio de Investigación del Congreso informó que la primera mención publicada del grupo fue en el año 2000, pero que China le atribuyó ataques que habían ocurrido hasta una década antes.
Stratfor ha notado repetidos ataques inexplicables contra autobuses chinos en 2008, seguidos de un historial de ETIM dirigido contra la infraestructura china, y notó la fragmentación y posterior reorganización del grupo tras la muerte de Mahsum.
En 2010, los analistas de inteligencia J. Todd Reed y Diana Raschke reconocen que informar en China presenta obstáculos que no se encuentran en países donde la información no está tan estrictamente controlada. Sin embargo, descubrieron que la existencia y las actividades de ETIM podían confirmarse independientemente de las fuentes del gobierno chino, usando información recopilada del ahora desaparecido sitio web de ETIM, informes de grupos de derechos humanos y académicos, y testimonios de los uigures detenidos en Bahía de Guantánamo. Reed & Raschke también cuestionan la información publicada por expatriados uigures que niegan la existencia o el impacto de ETIM, ya que los uigures que abandonan Xinjiang son los que más se oponen a la política del gobierno, no pueden proporcionar un análisis de primera mano y tienen un incentivo para exagerar la represión y minimizar la militancia. Dicen que ETIM era "oscuro pero no desconocido" antes de los ataques del 11 de septiembre, citando "fuentes de medios occidentales, rusos y chinos" que han "documentado la existencia de ETIM durante casi 20 años". Ese mismo año Raffaello Pantucci, de la Fundación Jamestown, escribió sobre las condenas de dos hombres vinculados a una célula de la ETIM en Dubái con un complot para atacar un centro comercial.
Nick Holdstock, en una entrevista de 2015 en el New York Times, dijo que ninguna organización se hace responsable de los ataques en Xinjiang, y que no hay pruebas suficientes para culpar a ninguna organización de los ataques, que la mayoría del "terrorismo " hay "sin fundamento", y que publicar videos de Internet en línea es lo único que hace el "vago y sombrío" ETIM. En 2016, David Volodzko escribió que los miembros del Partido Islámico Uyghur Turkistan aliado de Al-Qaeda estaban luchando en Siria, y refutó y desaprobó las afirmaciones de que los uigures no estaban en Siria hechas por "The Sydney Morning Herald", el Daily Mail, y el artículo de Bernstein en New York Review of Books.
Muhanad Hage Ali escribió sobre los yihadistas del Partido Islámico de Turquestán Uigur en Siria para Al Arabiya. En 2019, Uran Botobekov de ModernDiplomat ha escrito sobre el Partido Islámico de Turkestán junto con otros grupos yihadistas de Asia Central en un informe titulado "Piensa como yihadista: Anatomía de los grupos salafistas de Asia Central".